# Мунтения
 Тази статия е за областта във Влашко.  За областта в Тесалия вижте Велика Влахия.  
Мунтѐния (на румънски: Muntenia) е историко-географска област на територията на Румъния, частта от Влашко на изток от река Олт. В чуждоезични източници може да се срещне още като „Голяма Валахия“ (на румънски: Valahia Maior, на немски: Große Walachei, Голямо Влашко).

## География
Разположена е в североизточната част на Балканския полуостров между Южните Карпати и река Дунав. На север Карпатите я разделят от Трансилвания, на североизток реките Сирет и Милков от Молдова, а на изток и юг Дунав е водна граница съответно със Северна Добруджа и Мизия.
Включва долините на реките Прахова и Арджеш. Долината на Прахова е една от най-известните и най-посещавани туристически зони на Румъния.
Административно в Мунтения се включват съвременните окръзи Арджеш, Браила, Бузъу, Дъмбовица, Гюргево, Илфов, Калараш, Прахова, Телеорман, Яломица, части от окръг Олт и самостоятелната столична община Букурещ.

## История
На 24 януари 1859 г. Александру Йоан Куза става войвода на Мунтения, което заедно с получената по-рано титла войвода на Молдова отваря възможността за обединението в новата държава Румъния.
След обединението главният град на Мунтения, Букурещ, става столица на Румъния.